# Sabacon palpogranulatus
Sabacon palpogranulatus is een hooiwagen uit de familie Sabaconidae.